# The Clean Heart

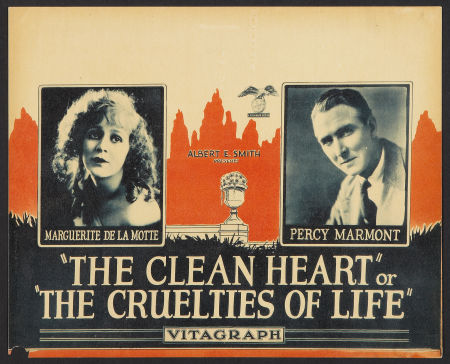
Affiche du film

The Clean Heart est un film américain réalisé par J. Stuart Blackton, sorti en 1924.

## Fiche technique
- Réalisation : J. Stuart Blackton
- Scénario : Marian Constance Blackton (en) d'après un roman de A.S.M. Hutchinson (en)
- Producteur : Albert E. Smith
- Photographie : W. Steve Smith Jr.
- Production : Vitagraph Studios
- Durée : 80 minutes (8 bobines)[1]
- Date de sortie : 15 septembre 1924

## Distribution
- Percy Marmont : Philip Wriford
- Otis Harlan : Puddlebox
- Marguerite De La Motte : Essie Bickers
- Andrew Arbuckle : Bickers
- Martha Petelle : Mrs. Bickers
- Violet La Plante :as Brida
- George Ingleton
- Anna Lockhardt